# Thomas Lips
Thomas Lips (Urdorf, 27 de octubre de 1970) es un deportista suizo que compitió en curling.
Ganó dos medallas en el Campeonato Europeo de Curling, en los años 1991 y 2006.

## Palmarés internacional
| Campeonato Europeo | Campeonato Europeo | Campeonato Europeo | Campeonato Europeo |
| Año                | Lugar              | Medalla            | Prueba             |
| ------------------ | ------------------ | ------------------ | ------------------ |
| 1991               | Chamonix (Francia) | Medalla de bronce  | Equipo             |
| 2006               | Basilea (Suiza)    | Medalla de oro     | Equipo             |